# Johanna (Kastilien)

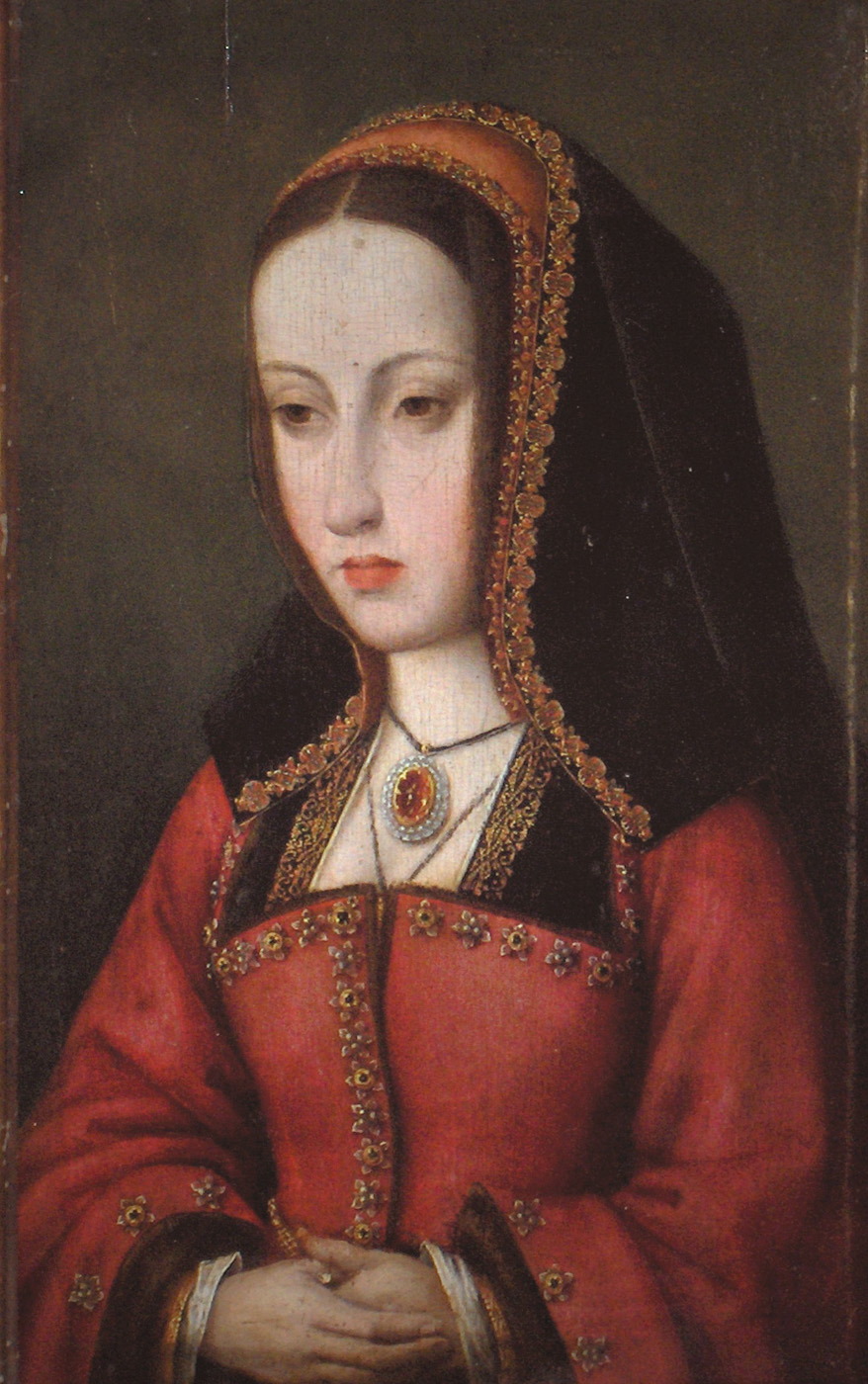
Johanna von Kastilien

Johanna I. von Kastilien, genannt Johanna die Wahnsinnige (spanisch Juana I de Castilla bzw. Juana la Loca; * 6. November 1479 in Toledo; † 12. April 1555 in Tordesillas), aus dem Hause Trastámara war ab 1504 Königin von Kastilien und ab 1516 Königin der Reiche der Krone von Aragonien. Wegen einer vermuteten oder zumindest zeitweise aufgetretenen psychischen Erkrankung wurde sie von den Regierungsgeschäften ausgeschlossen. Von 1507 bis 1516 nahm ihr Vater Ferdinand II. von Aragonien die Regentschaft für sie in Kastilien wahr. Ab 1516 war sie Königin zusammen mit ihrem Sohn Karl.

## Herkunft
Johanna stammte aus dem Haus Trastámara, einer Dynastie, die sich von Heinrich II. König von Kastilien und León (1369–1379), einem außerehelichen Sohn von König Alfons XI. († 1350), und durch diesen vom Haus Burgund-Ivrea ableitet. Es regierte seit 1126 die Königreiche Kastilien und León und lässt sich in Burgund bis in die erste Hälfte des 9. Jahrhunderts zurückverfolgen.
Unter den Enkeln Heinrichs II. teilte sich das Haus Trastámara in zwei Linien: Heinrich III. († 1406) wurde zum Stammvater der älteren Linie, der Könige von Kastilien und León, der Bruder Ferdinand I. († 1416) zum Stammvater der jüngeren Linie, der Könige von Aragón.
In Johanna vereinigten sich beide Linien, da sie väterlicherseits von der jüngeren Linie und mütterlicherseits von der älteren Linie des Hauses Trastámara abstammte. Ihre Mutter, Königin Isabella I., „die Katholische“ (* 22. April 1451, † 26. November 1504), regierte von 1474 bis zu ihrem Tode 1504 suo iure als Königin von Kastilien, León, Galicien, Asturien, Toledo, Sevilla, Córdoba, Murcia, Jaén, Gibraltar, der Kanarischen Inseln sowie seit 1492 auch als Königin von Granada und „Königin der Inseln und des Festlandes des Ozeans“ (der neu entdeckten Territorien in Amerika). Ihr Vater, König Ferdinand II., „der Katholische“ (* 10. März 1452, † 23. Januar 1516), regierte in eigenem Recht von 1479 bis 1516 als König von Aragón und als König von Sizilien, Neapel, Navarra, Korsika, Sardinien sowie seit 1492 auch als König von Granada und „König der Inseln und des Festlandes des Ozeans“, wobei er durch seine Heirat seit 1474 zusätzlich iure uxoris König der Territorien der Ehefrau bis zu deren Tode war.

## Leben

### Kindheit und Jugend

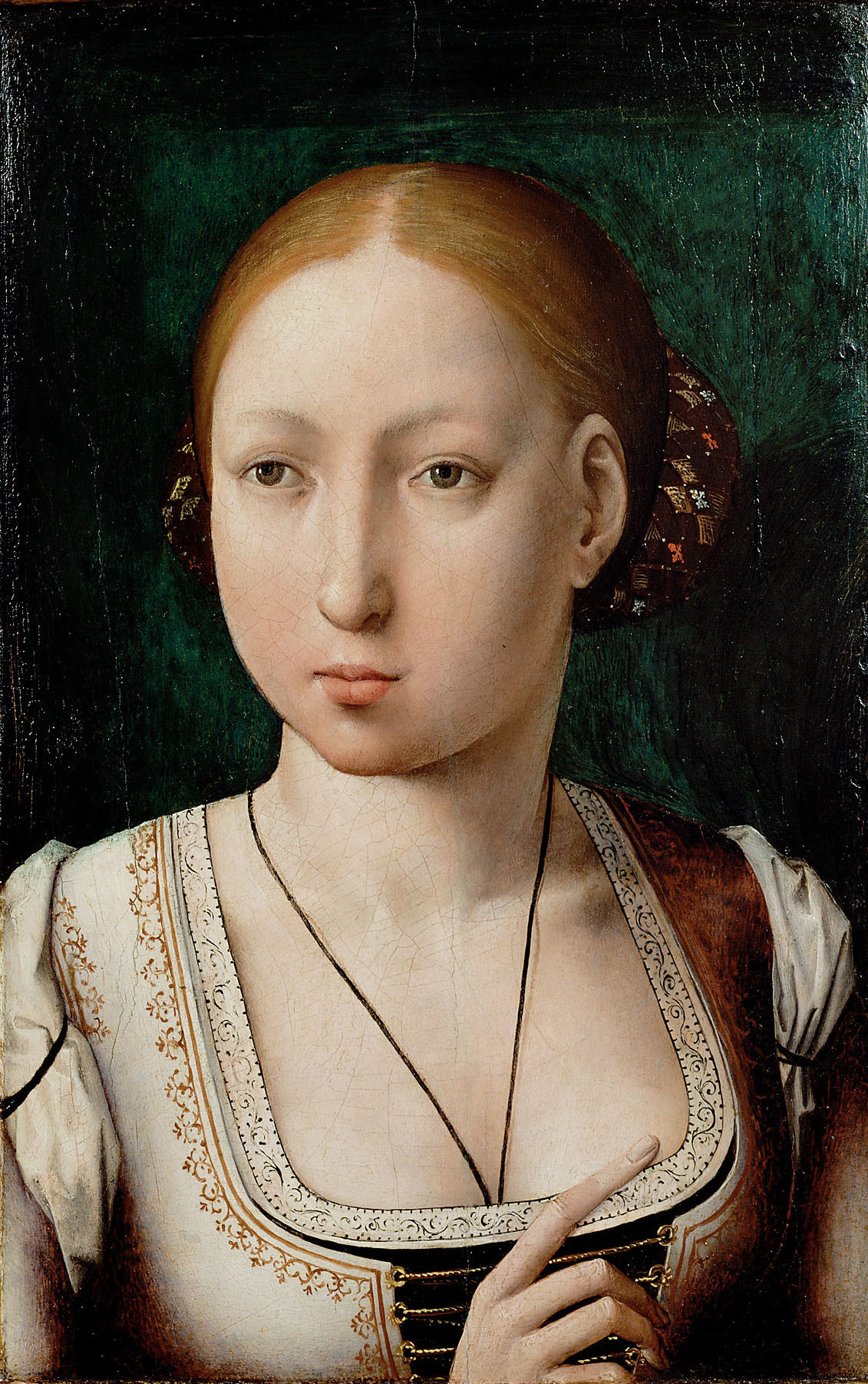
Johanna als junge Frau

Johanna war das dritte Kind und die zweite Tochter Isabellas und Ferdinands II. Sie war Infantin von Aragón und Kastilien, aber zunächst ohne Aussicht, die Kronen ihrer Eltern zu erben. Sie fiel schon früh durch eine ungewöhnliche Ernsthaftigkeit und ein introvertiertes Verhalten auf. Von Zeitgenossen wird sie als sehr klein und zart, mit großen dunklen Augen, sensibel, sinnlich und als außergewöhnliche Schönheit beschrieben. Sie verfügte über eine gute körperliche Gesundheit und Kondition, galt als verschlossen und schweigsam. Gemeinsam mit ihren Geschwistern wurde sie hauptsächlich von Geistlichen erzogen und unterrichtet. Sie sprach fließend Latein, Italienisch und Deutsch. Nach ihrer Heirat mit Philipp dem Schönen lernte sie noch Französisch. Musik war ihr Lieblingsfach, und schon als Mädchen spielte sie sehr gut auf der Vihuela und dem Clavichord. Sie kannte die zeitgenössischen Klassiker, korrespondierte mit Erasmus von Rotterdam über philosophische Themen und wurde nicht nur von ihm für ihre Intelligenz bewundert.
Ihre Schwestern wurden Königinnen in England und Portugal: Katharina wurde mit dem englischen Kronprinzen Arthur Tudor und nach dessen Tod mit seinem Bruder König Heinrich VIII. von England verheiratet; Isabella und nach deren Tod Maria, waren nacheinander Ehefrauen König Emanuels I. von Portugal.

### Ehe mit Philipp dem Schönen von Österreich

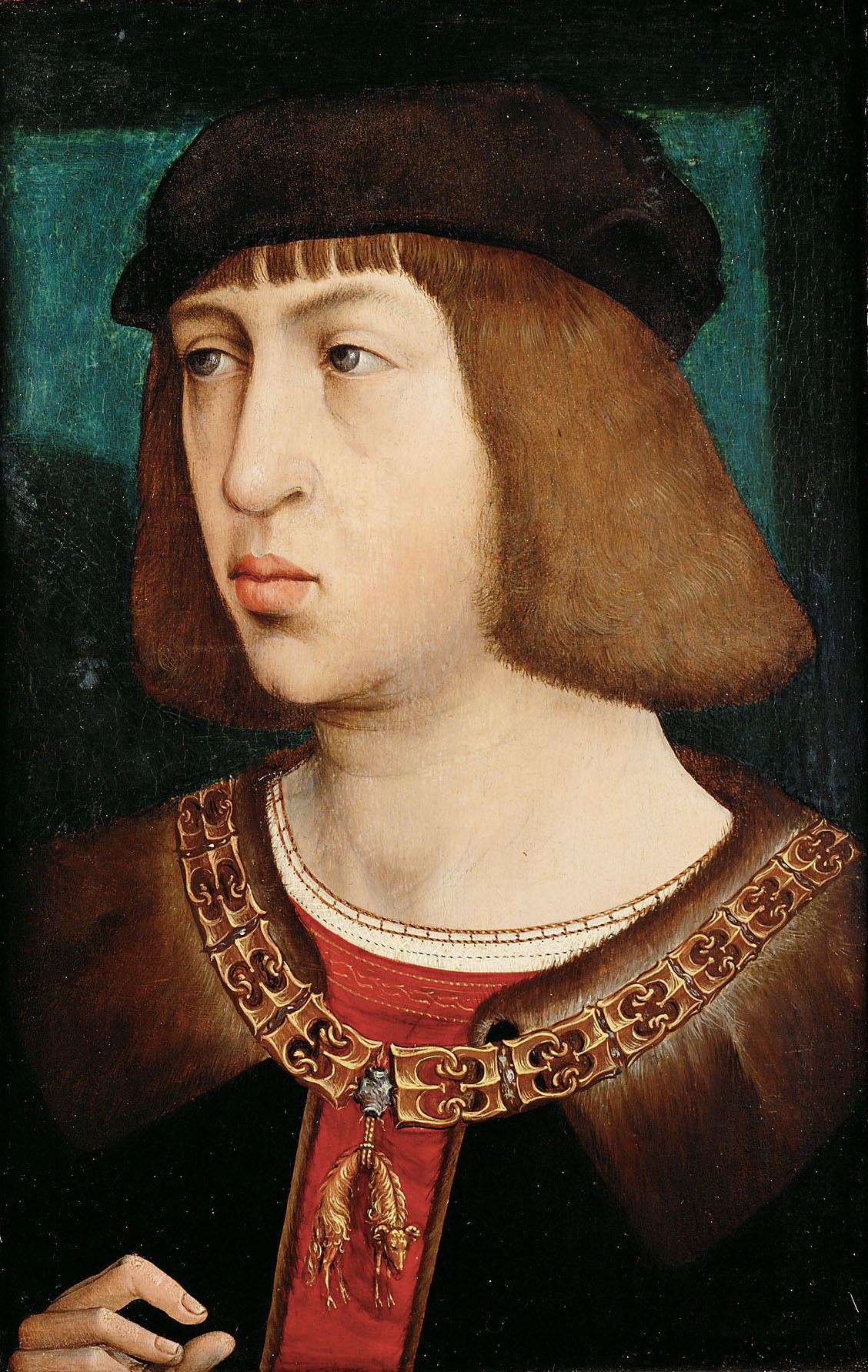
Philipp I., genannt der Schöne, Gemahl von Johanna von Kastilien

Im Zuge einer Allianz mit dem Hause Habsburg wurde sie mit dem einzigen Sohn von Kaiser Maximilian I., Philipp dem Schönen, Erzherzog von Österreich (* 1478, † 1506), seit 1494 Herzog von Burgund, verheiratet. Ihr Bruder, der Thronfolger Johann von Aragón und Kastilien, heiratete 1497 dessen Schwester, Margarete von Österreich. Durch diese spanisch-österreichische Doppelhochzeit wurde Frankreich von Süden, Norden und von Osten von habsburgischen Besitzungen eingerahmt, was die Grundlage für den jahrhundertelangen habsburgisch-französischen Gegensatz war.
Ihrem Verlobten begegnete Johanna etwa einen Monat nachdem sie nach einer beschwerlichen Schiffsreise in Arnemuiden an Land gegangen war, da er sich mit seinem Vater Maximilian I. auf der Jagd in Tirol befand. Als sich die beiden am 20. Oktober 1496 begegneten, verliebten sie sich nach zeitgenössischen Berichten derart ineinander, dass Philipp sofort die Trauung im Kloster von Lier durch den Kaplan Don Diego Ramiréz vollziehen ließ.
Johanna liebte ihren Ehemann heftig und war sehr eifersüchtig. Zeitweise war sie bestrebt, jede Frau aus der Umgebung Philipps zu entfernen. Aus ihrer Ehe gingen sechs Kinder hervor, welche allesamt gesund zur Welt kamen und das Erwachsenenalter erreichten (siehe unten); die zwei Söhne wurden Kaiser des Heiligen Römischen Reiches, die vier Töchter Königinnen.

### Kronprinzessin
1497 verstarb unerwartet ihr Bruder, der Thronfolger Johann Infant von Aragón und Kastilien. Dessen Witwe Margarete war zum Zeitpunkt seines Todes schwanger, erlitt aber eine Totgeburt. Die nächste in der Thronfolge war Ferdinands und Isabellas älteste Tochter Isabella, die mit dem portugiesischen König Manuel I. verheiratet war. Sie starb jedoch bei der Geburt ihres Sohnes Miguel, der nun der Thronerbe sowohl von Portugal als auch von Spanien war, aber mit knapp zwei Jahren ebenfalls starb.
Damit wurde Johanna im Jahre 1500 selbst Thronfolgerin. Sie reiste daher mit Erzherzog Philipp aus den Niederlanden nach Spanien, wo beide am 22. Mai 1502 nach Ablegung der entsprechenden Eide in der Kathedrale von Toledo von den Cortes, der kastilischen Ständeversammlung, als Thronfolger anerkannt wurden, wodurch Johanna Fürstin von Asturien wurde. Während Johanna auf Wunsch ihrer Eltern in Spanien blieb, kehrte Philipp 1503 nach Burgund zurück, um dort die Regierung auszuüben. Ihre Mutter verwehrte ihr die Rückkehr nach Burgund und veranlasste den Erzbischof von Santiago de Compostela, Alonso II. Fonseca, sie im Castillo de La Mota (in Medina del Campo) festzusetzen. Erst nach schwerem Streite ließ Isabella ihre Tochter schließlich im Juni 1504 ziehen.

### Königin von Kastilien

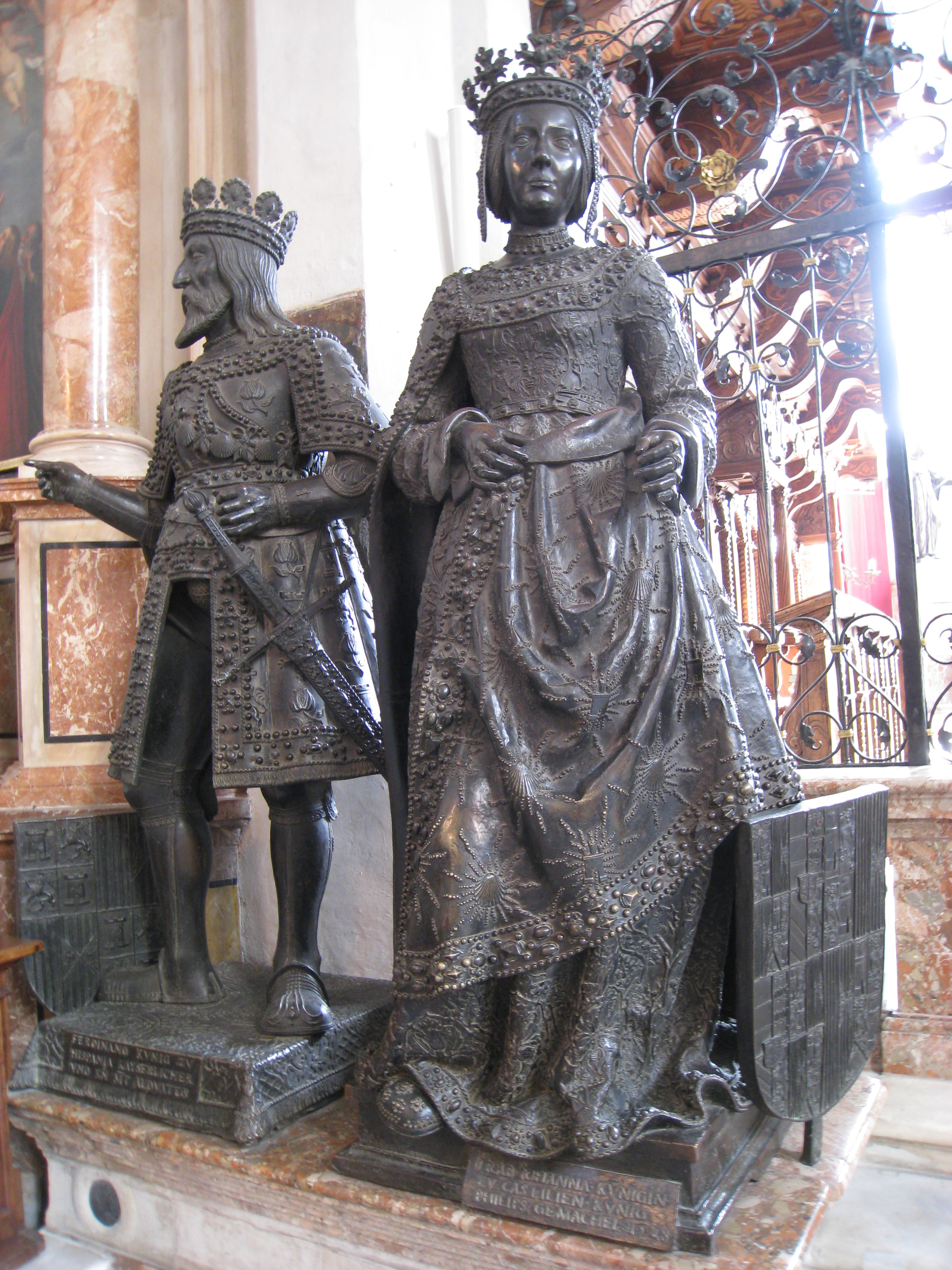
Johanna und ihr Vater Ferdinand, Bronzestatuen in der Hofkirche zu Innsbruck

Bald darauf, am 26. November 1504, starb ihre Mutter Königin Isabella von Kastilien. Da sie Johanna testamentarisch zur Nachfolgerin eingesetzt hatte, erklärte ihr Vater Ferdinand II. sie zur Königin von Kastilien, übte jedoch als Regent weiterhin die Herrschaft aus. Johannas Mann, Erzherzog Philipp – nunmehr nomineller Mitkönig – bezeichnete sich in einer Urkunde vom 18. Januar 1505 als „Philippe par la grace de Dieu roy de Castille, de Leon, de Grenade, archiduc d’Autriche etc.“ (Philipp, von Gottes Gnaden König von Kastilien, León und Granada, Erzherzog von Österreich etc.) Er war nicht bereit, auf die Macht zu verzichten, weshalb es nach längeren Verhandlungen am 24. November 1505 zur Übereinkunft von Salamanca kam, wonach er gemeinsam mit Johanna als König von Kastilien anerkannt wurde. Ferdinand wurde der Titel eines ständigen Regenten (gobernador) eingeräumt für den Fall, dass Philipp sich nicht in Kastilien aufhielte. In den Reichen der Krone von Kastilien übte Ferdinand, solange sich Johanna und Philipp nicht in Kastilien aufhielten, weiterhin die Regentschaft aus.
Bei einer Reise nach Kastilien, wo Philipp seine Herrschaft antreten wollte, geriet er mit seiner Flotte von 40 Schiffen mit Johanna und großem Gefolge in einen Sturm. Nachdem einige Schiffe im Ärmelkanal gesunken waren, suchte das Königspaar mit dem Rest der Flotte im Hafen von Portland in England Schutz. Sie blieb drei Monate in England und wurde von König Heinrich VII. freundlich aufgenommen, Johanna besuchte ihre jüngste Schwester Katharina. Im April 1506 wurde die Reise fortgesetzt. Statt wie vorgesehen im kantabrischen Laredo an Land zu gehen, steuerten Philipp und Johanna La Coruña in Galicien an, um Zeit zu gewinnen, denn Philipp wollte sich vor dem Zusammentreffen mit seinem Schwiegervater die Unterstützung möglichst großer Teile der kastilischen Stände sichern. Es gelang ihm, sich der Unterstützung eines großen Teils des kastilischen Adels zu versichern und so die Grundlage für den am 27. Juni 1506 geschlossenen Vertrag von Villafáfila zu schaffen, in dem Ferdinand auf die Regentschaft über die Länder der Krone von Kastilien verzichtete und sich aus Kastilien zurückzog.
Mit dieser Übereinkunft konnte – nicht zuletzt durch die Vermittlung von Francisco Jiménez de Cisneros, Erzbischof von Toledo – ein Bürgerkrieg vermieden werden. König Ferdinand unterschrieb anschließend vor seinen engsten Beratern ein geheimes Dokument, wonach er gegen seinen Willen dem Vertrag zugestimmt hätte; er betrachte ihn in seinem Gewissen als nichtig.

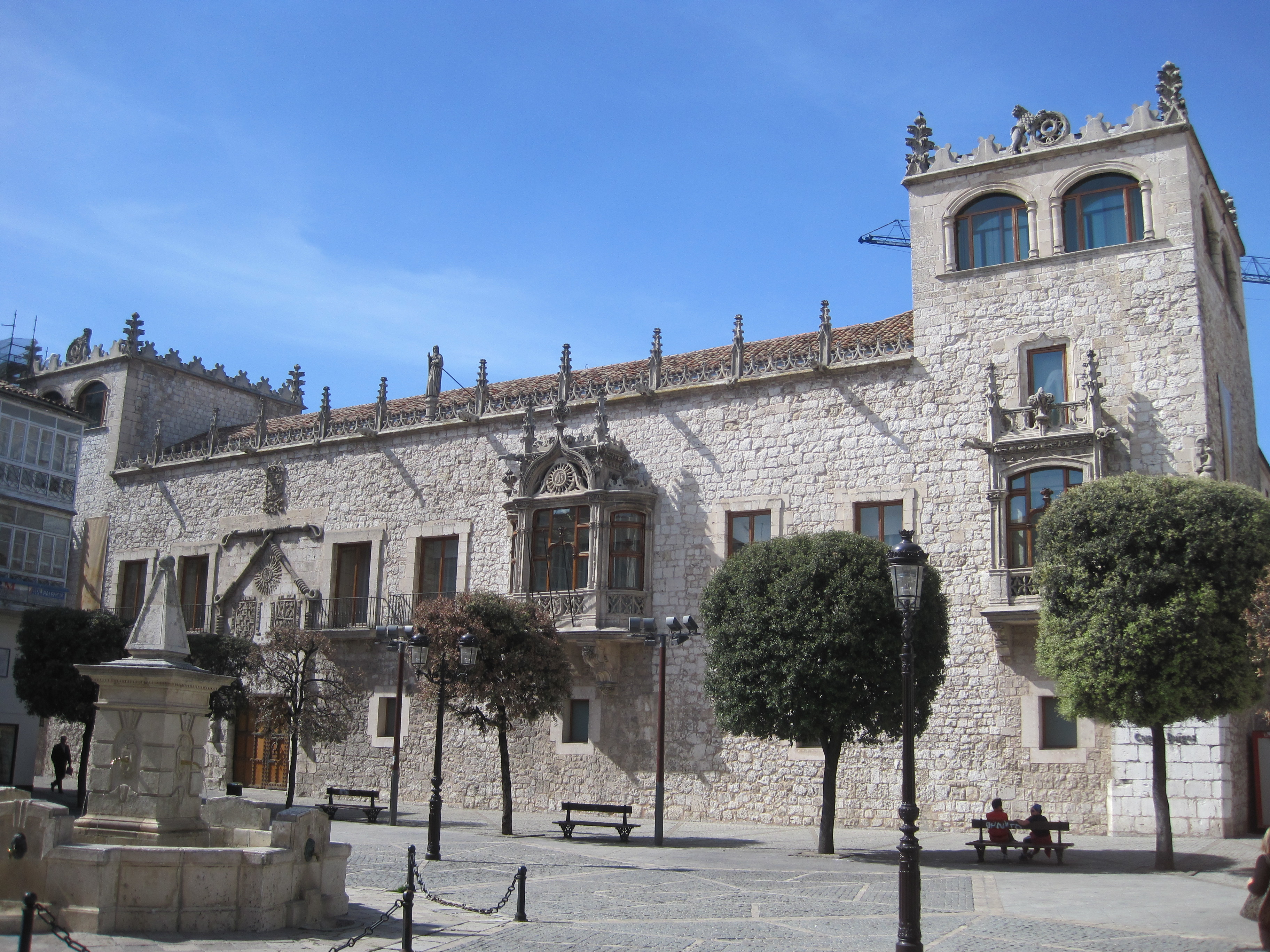
Casa del Cordón, wo König Philipp I. 1506 verstarb

Philipp hatte damit noch nicht sein Ziel erreicht, die ganze Macht zu erlangen. Er beabsichtigte, Johanna von den Cortes als geisteskrank und somit für regierungsunfähig erklären zu lassen. Der hohe Adel, angeführt vom Admiral von Kastilien Fadrique Enríquez de Velasco, einem Verwandten der Königin, bestritt jedoch Johannas Regierungsunfähigkeit. Nach einem direkten Gespräch mit ihr – ohne jene Begleitung, durch die sie sonst isoliert wurde – befanden die Adligen, dass sie keineswegs den Eindruck gewonnen hätten, Johanna sei verrückt. Eine ähnliche Erklärung gaben auch die Vertreter der Städte ab. Damit war Philipps Plan gescheitert; die Cortes huldigten am 12. Juli 1506 in der Stadt Valladolid Johanna als der Königin und ihm als ihrem Gemahl und „echtem und legitimen Herren“. Knapp zwei Monate später, am 25. September 1506, starb König Philipp I. 28-jährig plötzlich an einem Fieber in Burgos.

### Alleinherrscherin von Kastilien
Nun stellte sich erneut die Frage der Regentschaft. Königin Isabella hatte testamentarisch verfügt, dass in dem Fall, „dass Johanna ihre Pflichten als Königin nicht erfüllen will oder nicht erfüllen kann“, ihr Vater die Regentschaft ausüben solle. Der führende Adelskreis nahm offenbar an, dass dieser Fall gegeben sei, und beschloss am Vorabend von Philipps Tod die Einrichtung eines provisorischen Regentschaftsrates. Neben dem Vorsitzenden, Erzbischof Francisco Jiménez de Cisneros, gehörten ihm an: Der Admiral von Kastilien, Fadrique Enríquez de Velasco, der Connétable von Kastilien, Bernardino Fernández de Velasco y Mendoza, Pedro Manrique de Lara y Sandoval, der Duque (Herzog) von Nájera (* 1443; † 1515), Diego Hurtado de Mendoza y Luna, der Herzog del Infantado, Andrés del Burgo, der Botschafter des Kaisers Maximilian I. und Filiberto de Vere, der Obersthofmeister des verstorbenen Königs Philipp I.
Johanna wollte selbständig als Königin von Kastilien regieren. Sie begann daher Entscheidungen ihres Gemahls zu revidieren und bemühte sich, den königlichen Rat in der Form zu reaktivieren, wie er unter ihren Eltern bestanden hatte. Der Vorsitzende des Regentschaftsrates, Erzbischof Cisneros, der neben gesundheitlichen Gründen insbesondere wegen ihrer seines Erachtens mangelnden Religiosität schwere Vorbehalte gegen Johanna hatte und sich auf das Testament von Königin Isabella berief, lud hingegen － ohne Johanna zu befassen － König Ferdinand II. ein, nach Kastilien zu kommen und dort die Regentschaft zu übernehmen. Johanna weigerte sich ihren Vater als Regenten zu akzeptieren und verbot Erzbischof Cisneros den Zugang zu ihrem Palais.
Cisneros’ Versuch, Ferdinands Regentschaft über die Cortes legalisieren zu lassen, scheiterte an Johannas Weigerung, die Cortes einzuberufen. Sie regierte daher bis auf weiteres alleine, ohne Regenten.

### Verlust der Macht und Verwahrung in Tordesillas
Ihr Vater König Ferdinand II. widmete sich inzwischen der Aufgabe, das Königreich Neapel dauerhaft mit dem Königreich von Aragón zu verbinden. Er war nicht bereit, dieses Vorhaben zugunsten der Regentschaft von Kastilien aufzugeben. Er verwirklichte die Eingliederung Neapels (die bis ins 18. Jahrhundert halten sollte); es gelang ihm aber nicht, von Papst Julius II. (der von 1503 bis 1513 regierte) die formelle Investitur dafür zu erlangen. Nach acht Monaten in Neapel kehrte er am 25. Juli 1507 nach Valencia zurück und traf am 29. August in Tortolés seine Tochter Johanna. Diese zeigte sich dabei weniger verwirrt als überfordert und wollte ihm alle Regierungsgeschäfte übertragen. Ferdinand blieb einen Monat in Tortolés mit seiner Tochter – wo sich auch der immer noch nicht begrabene Leichnam Philipps befand – und regelte von dort aus die laufenden internen Probleme. Formal gab es keine Änderung, da alle Dokumente weiterhin im Namen von Königin Johanna ausgefertigt wurden. Tatsächlich bestimmte jedoch König Ferdinand die Politik der nächsten acht Jahre alleine.
Im Februar 1509 verfügte Ferdinand II. Johannas Festsetzung im königlichen Palast von Tordesillas (in der Provinz Valladolid; 1773 abgetragen).
Dies tat er offensichtlich, um seine eigene Regentschaft in Kastilien zu festigen, eine mögliche Regentschaft von Kaiser Maximilian I. in Kastilien endgültig auszuschließen und um zugleich der Adelspartei, die Johanna unterstützte, den Wind aus den Segeln zu nehmen.

### Englisches Eheprojekt
Damals kam ein unerwartetes Angebot aus England. König Heinrich VII. Tudor von England (* 1457; † 1509), seit 1503 verwitwet, hatte nach dem Tod seines ältesten Sohnes Arthur Tudor, Prince of Wales, die päpstliche Dispens erhalten, dessen Witwe, Katharina von Aragon, selbst zu heiraten oder sie mit seinem jüngeren Sohn Heinrich zu vermählen.
Da aber nunmehr Johanna, die ältere Schwester Katharinas und Universalerbin Spaniens, verwitwet und daher verfügbar war, schlug er König Ferdinand II. eine neue dynastische Verbindung vor: Er selbst wolle Johanna zur Frau nehmen und zur Königin von England machen.
König Ferdinand, der den offensichtlichen Zweck dieser Ehe – den Tudors die Nachfolge auf die spanische Krone zu sichern – durchschaute, antwortete mit einem diplomatischen Manöver: Er klärte zunächst die Erbfolge, indem er seinen Enkel Erzherzog Karl von Österreich als seinen Nachfolger und Fürsten von Asturien bestätigte. Zugleich schlug er ein anderes Ehebündnis vor: sein Erbe Karl solle mit Mary Tudor (1496–1533), einer Tochter von König Heinrich VII., verheiratet werden. Damit würde der künftige König von Spanien Anspruch auf die englische Krone erhalten.
Heinrich VII. konnte sein Projekt nicht weiter verfolgen, da er am 21. April 1509 starb. Sein Nachfolger Heinrich VIII. heiratete, der väterlichen Politik folgend, am 3. Juni 1509 die Witwe seines älteren Bruders – Katharina von Aragón, die jüngste Schwester Johannas.

### Regentschaft von Ferdinand II.
König Ferdinand II. hatte die Frage der Regentschaft zwar faktisch durch die Internierung seiner Tochter geregelt, es fehlte ihr jedoch die internationale und die innerstaatliche rechtliche Anerkennung.
Offen war insbesondere, wie Kaiser Maximilian I. auf die neue Situation reagieren würde. Hier kam das diplomatische Geschick des Primas von Spanien, Erzbischof Cisneros, zum Tragen: Er nutzte die Misserfolge des kaiserlichen Kriegszuges in Italien zum Abschluss einer Vereinbarung, mit der am 12. Dezember 1509 Maximilian I. gegen entsprechende wirtschaftliche Konzessionen die Regentschaft Ferdinands in Kastilien anerkannte.
Ein Jahr später gelang es König Ferdinand auch die Cortes zu überzeugen, die ihn im Jahre 1510 formell als Regenten von Kastilien anerkannten.
Unterstützt von Erzbischof Cisneros, dem der König den Kardinalshut verschaffte, verfolgte Ferdinand eine expansive Politik, unternahm Expeditionen nach Nordafrika, eroberte 1512 das Königreich Navarra, das er in die Reiche der Krone von Kastilien eingliederte, und starb 1516 als der mächtigste europäische Herrscher seiner Zeit.

### Königin von Kastilien und Aragón
Nach dem Tod von König Ferdinand II. im Jahre 1516 folgte nach den Bestimmungen seines Testaments seine Tochter Johanna nominell auch als Herrscherin der Länder der Krone von Aragon. Sie wurde jedoch – wegen der komplexen Struktur der Fueros, d. h. der Landesgesetze der im Königreich Aragón zusammengefassten Teilkönigreiche – nicht von allen anerkannt.
De facto lag die Regierungsgewalt in beiden Königreichen in der Hand der jeweiligen Regenten: In Aragón von 1517 bis 1520 in der Hand von Alfons von Aragonien, Erzbischof von Saragossa, der ein außerehelicher Sohn von König Ferdinand II. von Aragón war. In Kastilien lag sie so lange in der Hand des Kardinals Cisneros, bis er die Regentschaft an König Karl I. übergab.

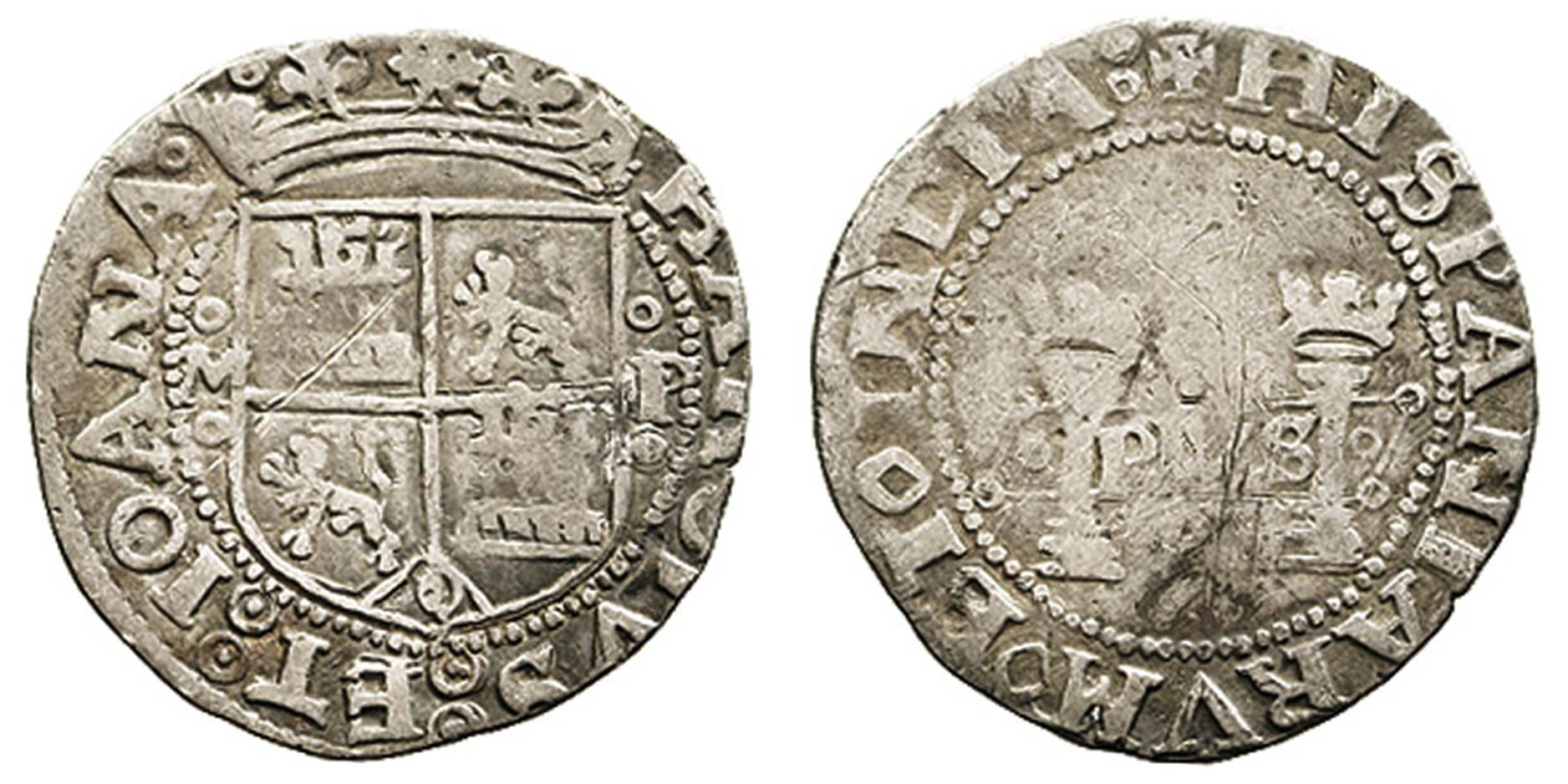
In Mexiko geprägter Real mit der Aufschrift KAROLVS ET IOANA (Avers) HISPANIARVM ET INDIA (Revers) – sowie PLUS im Wappen Karls

Der damals 16-jährige Erzherzog Karl von Österreich, seit 1506 als Nachfolger seines Vaters Philipp I. Herzog von Burgund, nahm für sich – ohne rechtliche Grundlage – erfolgreich sämtliche Titel, die seiner Mutter zustanden, in Anspruch. Beide wurden daher gemeinsam als Herrscher von Kastilien und Aragón bezeichnet und wurden damit die ersten erblichen Könige von Gesamtspanien. Johanna, obgleich auch unter ihrem Sohn König Karl noch über 40 Jahre in Tordesillas eingesperrt, blieb weiterhin formell Königin. Bei allen gemeinsam unterzeichneten Dokumenten erscheint ihr Name an erster Stelle, da sie niemals auf ihre Rechte verzichtet hatte und sie von den Cortes weder für regierungsunfähig erklärt worden war noch ihr der Königstitel jemals aberkannt wurde. Effektive Macht konnte sie jedoch nicht ausüben.

### Regierungsunfähig in Tordesillas

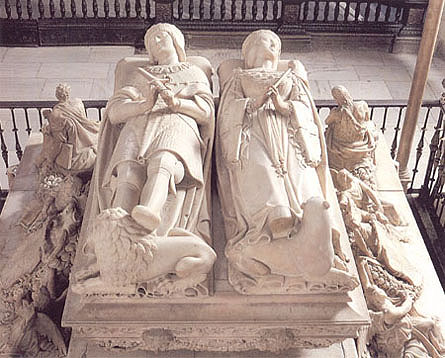
Grabmal für Philipp I. und Johanna von Kastilien in der Capilla Real in Granada

Nach dem frühen Tod ihres Gatten im Jahre 1506 erlitt Johanna nach zeitgenössischen Berichten eine schwere psychische Störung. Demnach weigerte sie sich, den Sarg mit Philipps Leiche herauszugeben, den sie regelmäßig öffnete, um sich zu vergewissern, dass Philipp lediglich schlafe. Allerdings gibt es auch Aussagen, wonach sie den Sarg nur einmal geöffnet habe, wie es von ihr erwartet wurde, um zu kontrollieren, dass er den richtigen Leichnam enthielt.
Schließlich wurde sie unter der Obhut der Klosterfrauen des Klosters Santa Clara in Tordesillas festgesetzt. Ob dies aufgrund ihrer psychischen Verfassung geschah oder aus machtpolitischen Gründen, ist Gegenstand der Forschung.

### Tod
Im Jahr 1555 starb Johanna im Alter von 75 Jahren an den Folgen einer Verbrühung. Ihr Grab befindet sich in der Kathedrale von Granada, in der Capilla Real, der königlichen Kapelle.

## Johannas „Wahnsinn“

### Auffälliges Verhalten
Johanna hatte schon lange bevor sie als „loca“ – das bedeutet eher „närrisch“ als geisteskrank – bezeichnet wurde, durch ihr Verhalten in ihrer eigenen Familie wie bei Hof Erstaunen und Ablehnung erweckt, insbesondere in Bezug auf ihren Gemahl Philipp. Statt den aus politischen Erwägungen von den Eltern bestimmten dynastischen Ehepartner nur zu akzeptieren, verliebte sie sich in Philipp und zeigte diese Liebe demonstrativ, ohne Rücksicht auf das spanische Hofzeremoniell. Statt über die zahllosen Seitensprünge ihres Gemahls diskret hinwegzusehen, zeigte sie offen ihre Eifersucht und verwunderte durch ihre hilflosen Versuche, Frauen von ihm fernzuhalten.
Auf völliges Unverständnis stieß ihr Verhalten nach dem plötzlichen Tod ihres Gemahls am 25. September 1506 in Burgos, da sie unmäßige Trauer zeigte und monatelang mit dem Sarg durch Kastilien zog, um Philipp in der 1492 von ihren Eltern eroberten Stadt Granada zu begraben. Übersehen wird dabei, dass sie damit den letzten Wunsch ihres Gemahls erfüllen wollte und die Verzögerung der Reise darauf beruhte, dass ihr Vater die Beerdigung Philipps in Granada bewusst blockierte.
Die jahrzehntelange Internierung sowie die damit einhergehende Isolierung und die teils inhumane Behandlung durch die Bewacher hatten schwerwiegende negative Auswirkungen auf ihre Psyche. Darüber gibt es nur vereinzelt objektive Aufzeichnungen, die widersprüchlich teils über weitgehende Verwahrlosung und geistige Absenz, gelegentlich aber auch über normales und ungestörtes Verhalten berichten.

### Medizinische Gründe
In der offiziellen Darstellung ihrer Zeitgenossen wurde ihre Herrschaft als Königin verhindert, da sie wegen einer Geisteskrankheit regierungsunfähig war.
Eine ganz andere Ansicht vertrat der deutsche Historiker Gustav Adolf Bergenroth (1813–1869), der als Erster in den 1860er-Jahren nach intensiven Forschungen im Archivo General de Simancas (dem spanischen Staatsarchiv in Simancas) die These aufstellte, Johanna sei gar nicht wahnsinnig, sondern das Opfer machtpolitischer Intrigen ihres Vaters und später ihres Sohnes Karl I. gewesen, die ihren angeblichen Wahnsinn nur vorschützten, um dadurch anstatt Johannas selbst regieren zu können.
Diese These wurde allerdings bald darauf von einem anderen deutschen Historiker, Wilhelm Maurenbrecher (1838–1892), der bis 1863 gleichfalls im Archiv von Simancas arbeitete, bestritten.
Seitdem bemühte sich eine ganze Reihe von Medizinern darum, Johannas Verhalten als Melancholie, schwere Depression, Psychose oder ererbte Schizophrenie zu diagnostizieren, wobei die Vermutung angestellt wurde, dass sie ihre geistige Erkrankung von ihrer mütterlichen Großmutter Isabella von Portugal (1428–1496), der Gemahlin von Johann II. König von Kastilien, geerbt haben könnte, die – ähnlich wie Johanna – als Witwe in der Burg von Arévalo in Ávila interniert worden war und dort schließlich völlig verwirrt starb.
Die Natur und die Schwere der seelischen und wohl auch geistigen Störung, der Johanna den Beinamen „die Wahnsinnige“ verdankt, sind vielfach untersucht worden. Strittig ist, ob diese Störung stark genug war, um ihre Entmachtung und insbesondere ihre Internierung zu rechtfertigen.
Bei der zeitgenössischen Beurteilung dürften jedoch neben höfischen Irritationen und medizinischen Gegebenheiten auch religiöse und machtpolitische Interessen eine Rolle gespielt haben.

### Religiöse Motive
Statt nach spanischer Tradition in bedingungslosem Glauben der katholischen Kirche anzuhängen, zeigte sie einen deutlichen Mangel an Glauben, vermied die Beichte und selbst den Besuch der Messe. Eine solche Haltung war für die Erbin der „Katholischen Könige“ – die im Dienste des Glaubens 1492 das Königreich Granada von den Muslimen erobert und die Juden aus Spanien vertrieben hatten – völlig undenkbar. Dies wurde zwar streng geheim gehalten, führte jedoch zu ständigen Reibungen mit ihrer Mutter Isabella, die sie angeblich zeitweise mit Freiheitsentzug strafte und sogar die Absicht gehabt haben soll, sie deswegen zu enterben.
Diese Haltung löste naturgemäß bei Cisneros, dem Beichtvater der „Katholischen Königin“ Isabella, schwere Bedenken gegen die Herrschaft einer nicht religiösen Königin Johanna aus, was sich später, als er zum Primas von Spanien, zum mächtigen Großinquisitor, schließlich zum Regenten des Königreiches Kastilien aufgestiegen war, zweifellos zu ihrem Nachteil auswirkte.
Bezüglich der Vernachlässigung des Glaubens war auch Johannas Sohn und Erbe, Erzherzog Karl von Österreich, unerbittlich, da er befahl, dass seine Mutter in Tordesillas – notfalls mit Gewalt – zur Beichte und zum Besuch der Messe gezwungen werden sollte.

### Politische Motive
Nicht zu vergessen ist, dass Johanna als Erbin des damals größten christlichen Königreiches eine janusköpfige Spitzenstellung besaß, da sie für Ehekandidaten der Schlüssel zu einem ungeheuren Machtanstieg war, während sie für Thronanwärter aus ihrer eigenen Familie primär ein massives Hindernis für deren Thronfolge darstellte.
Das gilt für ihren machtbewussten Vater, König Ferdinand II., der nicht nur selbst Kastilien regieren wollte, sondern auch entschlossen war, durch seine 1505 geschlossene zweite Ehe mit Germaine de Foix (* 1488, † 1536) aus dem Hause Grailly doch noch einen Sohn und Erben zu zeugen und ihm die Herrschaft über Spanien zu überlassen, statt diese an das Haus Österreich zu verlieren.
Diese Hoffnung erfüllte sich tatsächlich am 3. Mai 1509 mit der Geburt des Infanten Juan, zerschlug sich jedoch noch am selben Tag mit dessen Tod. Danach wollte König Ferdinand zumindest zu seinen Lebzeiten die bisherige Machtvollkommenheit behalten.
Entscheidend war die Frage der Machtübernahme später auch für ihren Sohn, den ehrgeizigen Erzherzog Karl von Österreich, der wohl wenig Lust verspürte, jahrzehntelang auf sein Erbe zu warten. Für ihn war daher der echte oder angebliche „Wahnsinn“ seiner Mutter die Chance, die Herrschaft in Kastilien rasch zu übernehmen. Grundlage seiner Entscheidung, seine Mutter noch jahrzehntelang in Tordesillas festzuhalten, war ein Beschluss der Cortes von Kastilien. Diese hatten ihm – als König Karl I. von Kastilien – im Frühjahr 1516 den Huldigungseid nur unter der Bedingung geleistet, dass, „falls Juana die Vernunft wiederkehren sollte, er auf die Herrschaft über Kastilien verzichte und alles ihrem alleinigen Befehl unterstellt sei“.
Da dieser Fall nicht eintreten durfte, war das Schicksal seiner Mutter Johanna besiegelt: Als rechtmäßige Königin musste sie insgesamt 46 Jahre in einsamer, letztlich hoffnungsloser Haft verbringen.

## Titel
Von ihrer Geburt 1479 an führte Johanna den Titel einer Infantin von Aragonien und Kastilien. Durch ihre Heirat 1496 erhielt sie die Titel ihres Ehemannes, ohne selbst an der Herrschaft beteiligt zu sein. Sie führte diese Titel auch nach seinem Tode weiter. Durch den Tod ihrer Geschwister Johann und Isabella sowie ihres Neffen Miguel rückte sie in der Thronfolge in Kastilien und Aragonien auf den ersten Platz. Als Thronfolgerin in Aragonien führte sie daher den Titel einer Fürstin von Girona. Als Thronfolgerin in Kastilien führte sie den Titel einer Fürstin von Asturien.
Nach dem Tode der Königin Isabella im Jahr 1504 erbte Johanna die Titel ihrer Mutter, die diese von ihrem Bruder Heinrich geerbt oder während ihrer Regierungszeit neu erworben hatte. Diese Titel werden in den kastilischen Regierungsurkunden, die in Johannas Namen ab 1504 ausgestellt wurden, genannt.
Nach dem Tode ihres Vaters Ferdinand im Jahr 1516 übernahm Johanna seine Titel. Dabei handelte es sich zum Teil um ererbte Titel von Gebieten, für die die Herrschaft beansprucht wurde, ohne dass Aussicht auf die Ausübung der Herrschaft bestand. Nach dem Tod ihres Vaters wurden alle Regierungsdokumente in den Reichen der Krone von Kastilien in ihrem und im Namen ihres Sohnes Karl ausgestellt. Dabei wurden die gemeinsamen Titel jeweils im Plural verwendet. (Nicht König (rey) und Königin (reyna), sondern Könige (reyes)) Ein Dokument aus dem Jahr 1521 führt die folgenden Titel auf:
… Könige von Kastilien, von León, von Aragonien, beider Sizilien, von Jerusalem, von Navarra, von Granada, von Toledo, von Valencia, von Galicien, von Mallorca, von Sevilla, von Sardinien, von Cordoba, von Korsika, von Murcia, von Jaén, der Algarven, von Algeciras, von Gibraltar, der Kanarischen Inseln, und der Neuen Welt, der Inseln und des Festlandes im Ozean, Grafen von Barcelona, Herren von Bizkaia und von Molina, Herzöge von Athen und von Neopatria, Grafen von Roussillon und Cerdanya, Markgrafen von Oristano und von Gocíano, Erzherzöge von Österreich, Herzöge von Burgund und von Brabant, Grafen von Flandern und von Tirol usw.

## Wappen

Königliches Wappen des Hauses Trastámara (Kastilien)
Wappen von Johanna (1496–1502)
Wappen von Johanna (1502–1504)
Königliches Wappen von Johanna I.

## Nachkommen

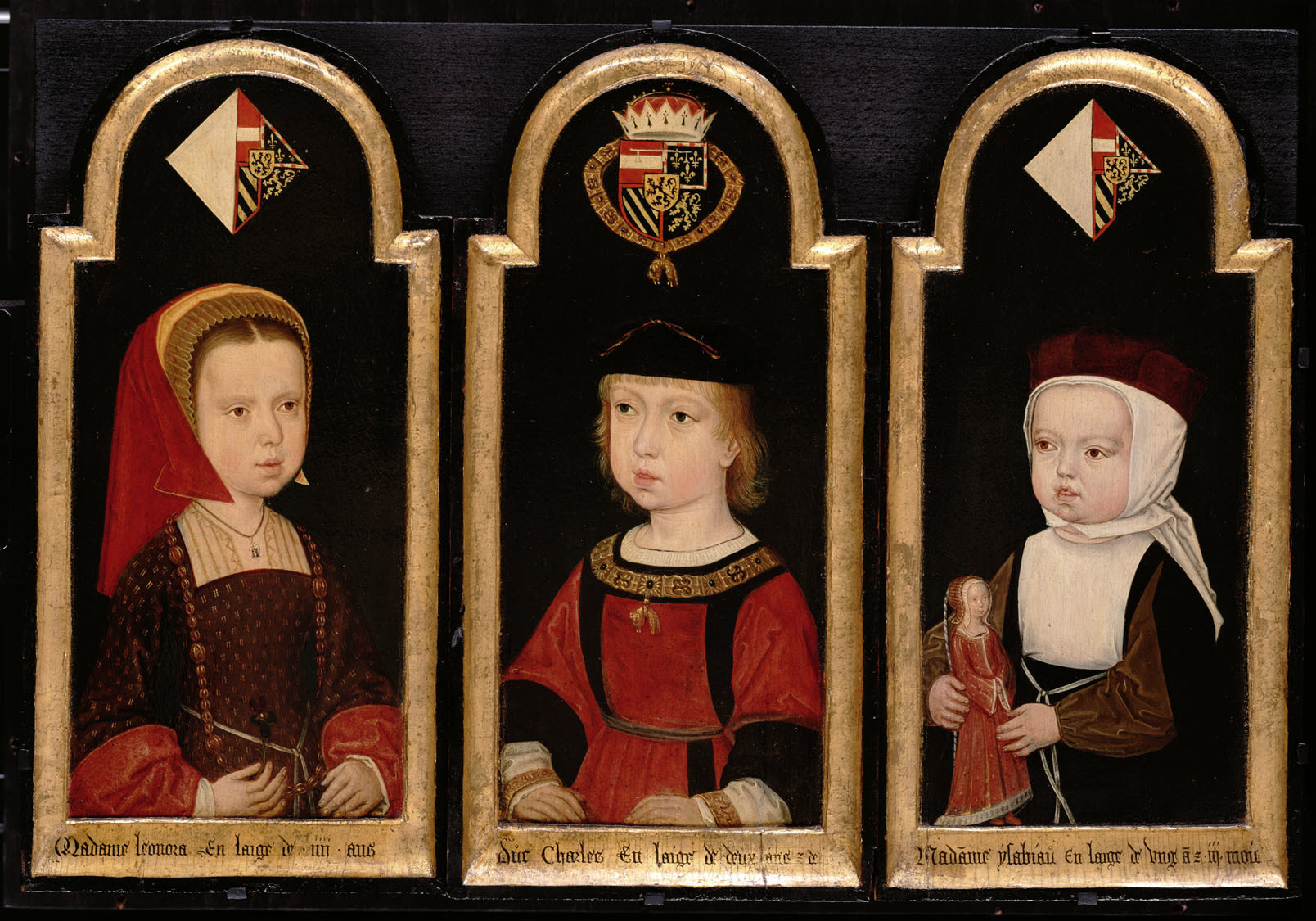
Die drei ältesten Kinder Johannas: Eleonore, Karl und Isabella (von links)

⚭ 20. Oktober 1496 Philipp der Schöne / Felipe de Austria, Erzherzog von Österreich aus dem Haus Habsburg. Die Kinder trugen daher seit Geburt den Titel Erzherzog oder Erzherzogin von Österreich und ab 1505 zusätzlich den Titel Infant oder Infantin von Kastilien.
1. Eleonore/Leonor (1498–1558), durch Heirat Königin von Portugal und Königin von Frankreich
  1. ⚭ 1519 Manuel I. (1469–1521), König von Portugal aus dem Haus Avis
  2. ⚭ 1530 Franz I. (1494–1547), König von Frankreich aus dem Haus Valois
2. Karl V. / Carlos I. (1500–1558), als Kaiser des Heiligen Römischen Reiches (V.), als König von Spanien (I.) – war der Begründer der spanischen Linie des „Hauses Österreichs“, der „Casa de Austria“
⚭ Isabella von Portugal (1503–1539) aus dem Haus Avis
3. Isabella (Elisabeth) / Isabel (1501–1526)
⚭ Christian II. (1481–1559), König von Dänemark, Norwegen und Schweden, aus dem Haus Oldenburg
4. Ferdinand/Ferdinando I. (1503–1564), Erzherzog von Österreich etc., Kaiser des Heiligen Römischen Reiches, König von Böhmen und Ungarn – Begründer der österreichischen Linie des Hauses Österreich, der „Casa de Austria“ 
⚭ Anna (1503–1547) aus dem Haus der Jagiellonen, Tochter von Vladislav II., König von Böhmen und Ungarn
5. Maria (1505–1558)
⚭ Ludwig II. (1506–1526), König von Böhmen und Ungarn, aus dem Haus der Jagiellonen
6. Katharina/Catalina (1507–1578)
⚭ Johann III. (1502–1557), König von Portugal aus dem Haus Avis

## Vorfahren
|  |                                           |  |  |  |  |  |  |  |  |  |  |  |  |
|  | Ferdinand I. von Aragón (1380–1416)       |  |  |  |  |  |  |  |  |  |  |  |  |
|  |                                           |  |  |  |  |  |  |  |  |  |  |  |  |
|  |                                           |  |  |  |  |  |  |  |  |  |  |  |  |
|  | Johann II. von Aragón (1397–1479)         |  |  |  |  |  |  |  |  |  |  |  |  |
|  |                                           |  |  |  |  |  |  |  |  |  |  |  |  |
|  |                                           |  |  |  |  |  |  |  |  |  |  |  |  |
|  | Eleonore Urraca von Kastilien (1374–1435) |  |  |  |  |  |  |  |  |  |  |  |  |
|  |                                           |  |  |  |  |  |  |  |  |  |  |  |  |
|  |                                           |  |  |  |  |  |  |  |  |  |  |  |  |
|  | Ferdinand II. von Aragón (1452–1516)      |  |  |  |  |  |  |  |  |  |  |  |  |
|  |                                           |  |  |  |  |  |  |  |  |  |  |  |  |
|  |                                           |  |  |  |  |  |  |  |  |  |  |  |  |
|  | Fadrique Enríquez († 1473)                |  |  |  |  |  |  |  |  |  |  |  |  |
|  |                                           |  |  |  |  |  |  |  |  |  |  |  |  |
|  |                                           |  |  |  |  |  |  |  |  |  |  |  |  |
|  | Juana Enríquez (1425–1468)                |  |  |  |  |  |  |  |  |  |  |  |  |
|  |                                           |  |  |  |  |  |  |  |  |  |  |  |  |
|  |                                           |  |  |  |  |  |  |  |  |  |  |  |  |
|  | Maria Fernández de Córdoba                |  |  |  |  |  |  |  |  |  |  |  |  |
|  |                                           |  |  |  |  |  |  |  |  |  |  |  |  |
|  |                                           |  |  |  |  |  |  |  |  |  |  |  |  |
|  | Johanna von Kastilien (1479–1555)         |  |  |  |  |  |  |  |  |  |  |  |  |
|  |                                           |  |  |  |  |  |  |  |  |  |  |  |  |
|  |                                           |  |  |  |  |  |  |  |  |  |  |  |  |
|  | Heinrich III. von Kastilien (1379–1406)   |  |  |  |  |  |  |  |  |  |  |  |  |
|  |                                           |  |  |  |  |  |  |  |  |  |  |  |  |
|  |                                           |  |  |  |  |  |  |  |  |  |  |  |  |
|  | Johann II. von Kastilien (1405–1454)      |  |  |  |  |  |  |  |  |  |  |  |  |
|  |                                           |  |  |  |  |  |  |  |  |  |  |  |  |
|  |                                           |  |  |  |  |  |  |  |  |  |  |  |  |
|  | Katharina von Lancaster (1373–1418)       |  |  |  |  |  |  |  |  |  |  |  |  |
|  |                                           |  |  |  |  |  |  |  |  |  |  |  |  |
|  |                                           |  |  |  |  |  |  |  |  |  |  |  |  |
|  | Isabella I. von Kastilien (1451–1504)     |  |  |  |  |  |  |  |  |  |  |  |  |
|  |                                           |  |  |  |  |  |  |  |  |  |  |  |  |
|  |                                           |  |  |  |  |  |  |  |  |  |  |  |  |
|  | Johann von Portugal (1400–1442)           |  |  |  |  |  |  |  |  |  |  |  |  |
|  |                                           |  |  |  |  |  |  |  |  |  |  |  |  |
|  |                                           |  |  |  |  |  |  |  |  |  |  |  |  |
|  | Isabella von Portugal (1428–1496)         |  |  |  |  |  |  |  |  |  |  |  |  |
|  |                                           |  |  |  |  |  |  |  |  |  |  |  |  |
|  |                                           |  |  |  |  |  |  |  |  |  |  |  |  |
|  | Isabella von Braganza (1402–1465)         |  |  |  |  |  |  |  |  |  |  |  |  |
|  |                                           |  |  |  |  |  |  |  |  |  |  |  |  |
|  |                                           |  |  |  |  |  |  |  |  |  |  |  |  |

## Nachwirken in Literatur, Musik, Film und Kunst
Die Lebensgeschichte von Johanna der Wahnsinnigen wurde in dem 1994 auf Deutsch erschienenen Roman Johanna die Wahnsinnige von Catherine Hermary-Vieille sowie in dem 2005 erschienenen Roman der nicaraguanischen Schriftstellerin Gioconda Belli Das Manuskript der Verführung literarisch verarbeitet. Auch Jakob Wassermanns Erzählung Donna Johanna von Kastilien (1906) behandelt den Stoff.
Musikalisch beschäftigt sich Gian Carlo Menotti mit dem Stoff in seiner Oper La Loca (in den frühen Aufführungen: Juana la loca) aus dem Jahr 1979.
1980 schuf der Künstler Wolf Vostell einen Zyklus von Gemälden mit dem Titel Johanna die Wahnsinnige.
Im Jahr 2001 führte Vicente Aranda Regie bei Juana la Loca, der Verfilmung ihrer Lebensgeschichte; Pilar López de Ayala erhielt für ihre Darstellung Johannas den Goya-Preis 2002 für die beste Hauptdarstellerin.
2007 wurde das Theaterstück Johanna, die Wahnsinnige von Heiko Dietz am Münchner „theater … und so fort“ uraufgeführt.

## Originaltext
1. ↑  Don Carlos, por la graçia de Dios, rey de romanos e enperador senper agusto, doña Juana, su madre, y el mismo don Carlos, por la misma graçia, reyes de Castilla, de Leon, de Aragon, de las Dos Seçilias, de Jherusalen, de Navarra, de Granada, de Toledo, de Valençia, de Galicia, de Mallorcas, de Sevilla, de Çerdeña, de Cordova, de Córcega, de Murçia, de Jahen, de los Algarves, de Algezira, de Gibraltar, de las Yslas de Canaria, e de las Yndias, Yslas e Tierra Fyrme del Mar Oçeano, condes de Barcelona, señores de Biscaya e de Molina, duques de Atenas e de Neopatria, condes de Ruyçellon e de Çerdania, marqueses de Oristan e de Goçiano, archiduques de Austria, duques de Borgoña e de Bravante, condes de Flandes e de Tyrol, etcetera.